# صحافة اقتصادية
الصحافة الاقتصادية هي أحد فروع الصحافة التي تعني بتتبع التغيرات الاقتصادية التي تحدث في أي مجتمع وتسجيلها وتحليلها وتفسيرها. وقد تتضمن أي شيء بدايةً من التمويل الشخصي إلى الأعمال التجارية في السوق المحلي ومراكز التسوق وصولاً إلى أداء الشركات المعروفة بل وحتى غير المعروفة.
يغطي هذا النوع من الصحافة أخبارًا عن الناس والأماكن والقضايا المتعلقة بمجال الأعمال التجارية، كما يتميز بنشر مقالات عنها. كذلك، تتضمن معظم الصحف والمجلات والإذاعات والبرامج الإخبارية التليفزيونية جزءًا خاصًا بالأعمال التجارية، وعلى الرغم من ذلك، يمكن العثور على الصحافة التجارية التفصيلية المتعمقة في المنشورات والإذاعات والقنوات التليفزيونية المخصصة للصحافة المالية والتجارية.

## معلومات تاريخية
بدأت الصحافة التجارية في وقت مبكر من العصور الوسطى وذلك لمساعدة العائلات أصحاب التجارة المعروفين على التواصل مع بعضهم البعض، وفي عام 1882، بدأ كل من تشارلز داو وإدوارد جونز وتشارلز بيرجستريسر خدمة اتصالات سلكية ولاسلكية كانت تعمل على توصيل الأخبار إلى الشركات الاستثمارية بطول شارع وال ستريت. وفي عام 1889، بدأ نشر صحيفة وال ستريت جورنال. وفي حين لم تعتبر صحفية البحث عن الفضائح الشهيرة إيدا تاربيل نفسها محررة تجارية، إلا أن كتابتها وتقاريرها حول شركة ستاندرد أويل عام 1902 قدمت نموذجًا تعلّم منه آلاف الصحفيين كيفية تغطيتهم للشركات منذ ذلك الوقت. وقد اكتسبت تغطية الأعمال التجارية شهرة في تسعينيات القرن العشرين مع توسع الاستثمار في سوق الأسهم المالية. وتعد صحيفة وال ستريت جورنال أحد الأمثلة البارزة على الصحافة التجارية، كما تعتبر ضمن أفضل الصحف في الولايات المتحدة الأمريكية فيما يتعلق بالانتشار واحترامها للصحفيين الذين تنشر أعمالهم فيها.

## العاملون في الصحافة التجارية

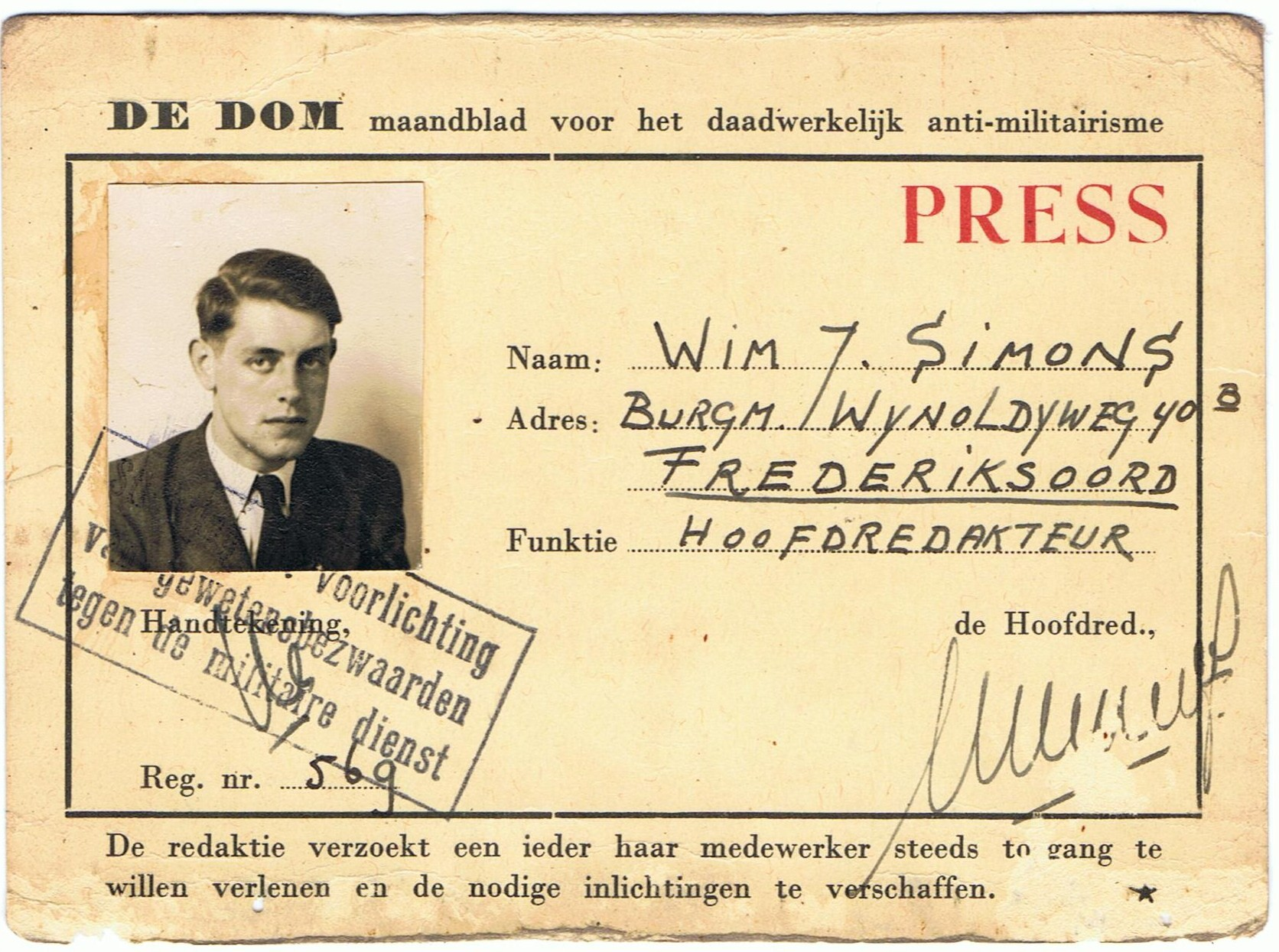

يُصنف الصحفيون الذين يعملون في هذا الفرع على أنهم «صحفيون تجاريون». فهدفهم الرئيسي هو جمع معلومات حول الأحداث الجارية في الحياة الاقتصادية للبلد. وقد يقومون أيضًا بتغطية العمليات والاتجاهات والنتائج والأشخاص المهمين في عالم الأعمال التجارية ويقومون بنشر أعمالهم من خلال كافة أنواع وسائل الإعلام.

## المجال
نجد أن الصحافة التجارية، على الرغم من شيوعها في أكثر البلدان الصناعية، تلعب دورًا محدودًا للغاية في العالم الثالث والدول النامية. ويؤدي ذلك إلى حرمان المواطنين في هذه البلدان على الصعيدين المحلي والعالمي. وأثبتت الجهود المبذولة لتنشيط الإعلام التجاري في هذه الدول أنها جديرة بالاهتمام.

## كتابات أخرى
- Weinberg، Steve (2008). Taking on the Trust: The Epic Battle of Ida Tarbell and John D. Rockefeller. New York: W.W. Norton. ISBN:978-0-393-04935-0. OCLC:154706823. مؤرشف من الأصل في 2020-08-01.